# アソビシステム
アソビシステム株式会社（英: ASOBISYSTEM Co., Ltd.）は、東京都渋谷区に本社を置く日本のイベント企画会社、芸能事務所。

## 概要
東京・原宿の ファッション、音楽やライフスタイルを中心とする「HARAJUKU CULTURE」を国内外に発信するための活動を幅広く行なっている。きゃりーぱみゅぱみゅが所属することで知られる。
社長の中川悠介が2002年から2006年にかけて開催した原宿の有名美容師出演によるイベント、「美容師ナイト」（現「RED by t.o.t」および「BLACK by t.o.t」）が事業の原型である。イベントに関わるクリエーター、DJ、モデルやイベンターとの人脈の拡大に伴い、イベント業務から派生する出演者のマネージメントやプロモーションといった活動も行なう企業組織として、2007年に設立された。
リスクが大きいとされるイベント開催について同社は、イベントを単体として捉えるのではなく、ひとつのイベントから生まれる副次的な要素（多様な人が集まり、そこからビジネスが生まれること）をむしろ重視する、としている。また、中川はきゃりーぱみゅぱみゅの海外ツアーの経験から、日本的なクリエイティブがそのままの形で通用することを実感しているといい、海外向けに作り込むことをせず、日本のクリエイティブが元々持つレベルの高さ、面白さをそのまま世界に認めてもらえる状況をつくりたい、と語っている。
男性受けするコンサバファッションである「赤文字系」に対し、よりカジュアルで脱・コンサバな、女性受けする原宿系のファッションスタイルとされる「青文字系」は、中川により提唱されたもので、所属モデルの多くは青文字系雑誌に読者モデルとして出演している。

## 事業展開

### イベント
- HARAJUKU KAWAii!!
- ASOBINITE!!!
- FLASH!!!
- TAKENOKO!!!
- RED by t.o.t
- BLACK by t.o.t
- VIVIVI
- Ray-Van
- DONUT!!
- ASOPARA
- House Attack
- 5iVESTAR

### メディア
- MOSHI MOSHI NIPPON - 所属タレントの情報を発信するウェブサイト
- Zipper - ファッション雑誌

### ブランド
- Nostalgia Syndrome - フレグランスブランド

### ストア
- KAWAII MONSTER CAFE - コンセプトカフェ
- HOME - 美容サロン
- CARBON COFFEE // ART OF LIFE - コーヒースタンド兼ギャラリー

### プロジェクト
- yenter - クリエイティブスタジオ
- KAWAII LAB. - 日本のアイドル文化を発信する女性アイドル発掘・育成・輩出プロジェクト[6]
- PEAK SPOT - ASOBINEXTが運営、芸能活動経験を持つメンバーを集めるアイドルプロジェクト[7]

fav me・Toi Toi Toi（2025年4月30日移籍）が所属

## 所属タレント
2024年8月時点。五十音順。

### アーティスト
- 新しい学校のリーダーズ
- UNA+MATCHA
- OWNCEAN（UNA+MATCHA）
- CAPSULE
  - 中田ヤスタカ
- KAWAII LAB. MATES
  - 新井心菜
  - 遠藤まりん
  - 加藤好実
  - 笹原なな花
  - 嶋﨑結花
  - 鈴木花梨
  - 高梨ゆな
  - 月代来実
  - 辻りりか
  - 中山こはく
  - 萩田そら
  - 森田あみ
  - 山本るしあ
- KAWAII LAB. SOUTH
  - 有村心晴
  - 門倉彩花
  - 松田奈々
  - 森野めね
- かわにしなつき
- キズナアイ
- きゃりーぱみゅぱみゅ
- CANDY TUNE
  - 村川緋杏
  - 桐原美月
  - 福山梨乃
  - 小川奈々子
  - 南なつ
  - 宮野静
  - 立花琴未
- CUTIE STREET
  - 古澤里紗[9]
  - 佐野愛花[9]
  - 板倉可奈[9]
  - 増田彩乃[9]
  - 川本笑瑠
  - 梅田みゆ
  - 真鍋凪咲
  - 桜庭遥花
- Klang Ruler
- 近藤夏子
- SWEET STEADY
  - 奥田彩友
  - 音井結衣
  - 栗田なつか
  - 塩川莉世
  - 庄司なぎさ
  - 白石まゆみ
  - 山内咲奈
- 砂月凜々香
- TEMPURA KIDZ
- Toi Toi Toi
  - 一条カオリ
  - さくらもも
  - 谷屋京香
  - 橋本萌花
  - 星野ティナ
  - 前垣さら
- DJ KYOKO
- bala
- P→★
- fav me
  - 小野寺梓
  - 阿部かれん
  - 川岸瑠那
  - 瀬乃まりん
  - 丸山蘭奈
  - 澪川舞香
  - 中本こまり
- FRUITS ZIPPER
  - 月足天音
  - 鎮西寿々歌
  - 櫻井優衣
  - 仲川瑠夏
  - 真中まな
  - 松本かれん
  - 早瀬ノエル
- 眞白桃々
- 松下サニー
- MANON
- Miyu
- MEG
- Moe Shop
- やすだちひろ/POLY
- 矢部ユウナ
- Yunomi
- yonkey
- RAM RIDER
- Licaxxx
- PiKi
  - 松本かれん
  - 桜庭遥花

### モデル/タレント
- AMIAYA
- 武智志穂
- NANAMI
- なごみ
- 青柳文子
- 柴田紗希
- 瀬戸あゆみ
- 菅沼ゆり
- 柴田ひかり
- 古関れん
- UNA
- MATCHA
- 長澤メイ
- 木村ミサ
- 真雪
- 高瀬巧磨
- ロジャース歌乃
- 安田乙葉
- 木村一葉
- 三浦杏花
- 渡辺そら
- 落合沙織
- 大石楓夏
- 奥田彩友
- 櫻井優衣
- 砂月凜々香
- 鎮西寿々歌
- 月足天音
- 月代来実
- 仲川瑠夏
- 早瀬ノエル
- 伏木結晶乃
- 松本かれん
- 真中まな
- 一ノ瀬みか
- 桜庭遥花

### アクター
- 葵うたの
- 上野凱
- 宇佐卓真
- 関口蒼
- 平澤由理
- 三戸なつめ
- ゆうたろう

### クリエイター
- asuka
- ABEchan
- yenter
- utu
- kakimaku
- かたお。
- 火曜び
- さけハラス
- 佐藤なつみ
- NAKAKI PANTZ
- ナガミネショウコ
- 乃の木そよ
- Harris
- BEY
- 前田ミック
- 増田セバスチャン
- meeco
- REDFISH
- 山下人夢
- ヨシダナツミ

### YouTuber/TikToker
- とうあ
- なこなこカップル
- MIOCHIN

## 事業所
東京本社
- 〒150-0001 東京都渋谷区神宮前3丁目21番8号 ASOBIFACTORY

大阪支社
- 〒550-0015 大阪府大阪市西区南堀江2丁目11番13号

福岡支社
- 〒810-0041 福岡県福岡市中央区大名1丁目2番34号

沖縄支社
- 〒902-0067 沖縄県那覇市安里381番1号 ZORKS沖縄

## 関連会社
- アソビミュージック株式会社
- アソビライフ株式会社
- 株式会社PIF